# Buslijn 29 (Amsterdam)
Buslijn 29 was een stadsbuslijn in Amsterdam geëxploiteerd door het GVB. Er hebben tussen 1965 en 2006 vier buslijnen met dit lijnnummer bestaan.

## Geschiedenis

### Lijn 29 I

#### Lijn G

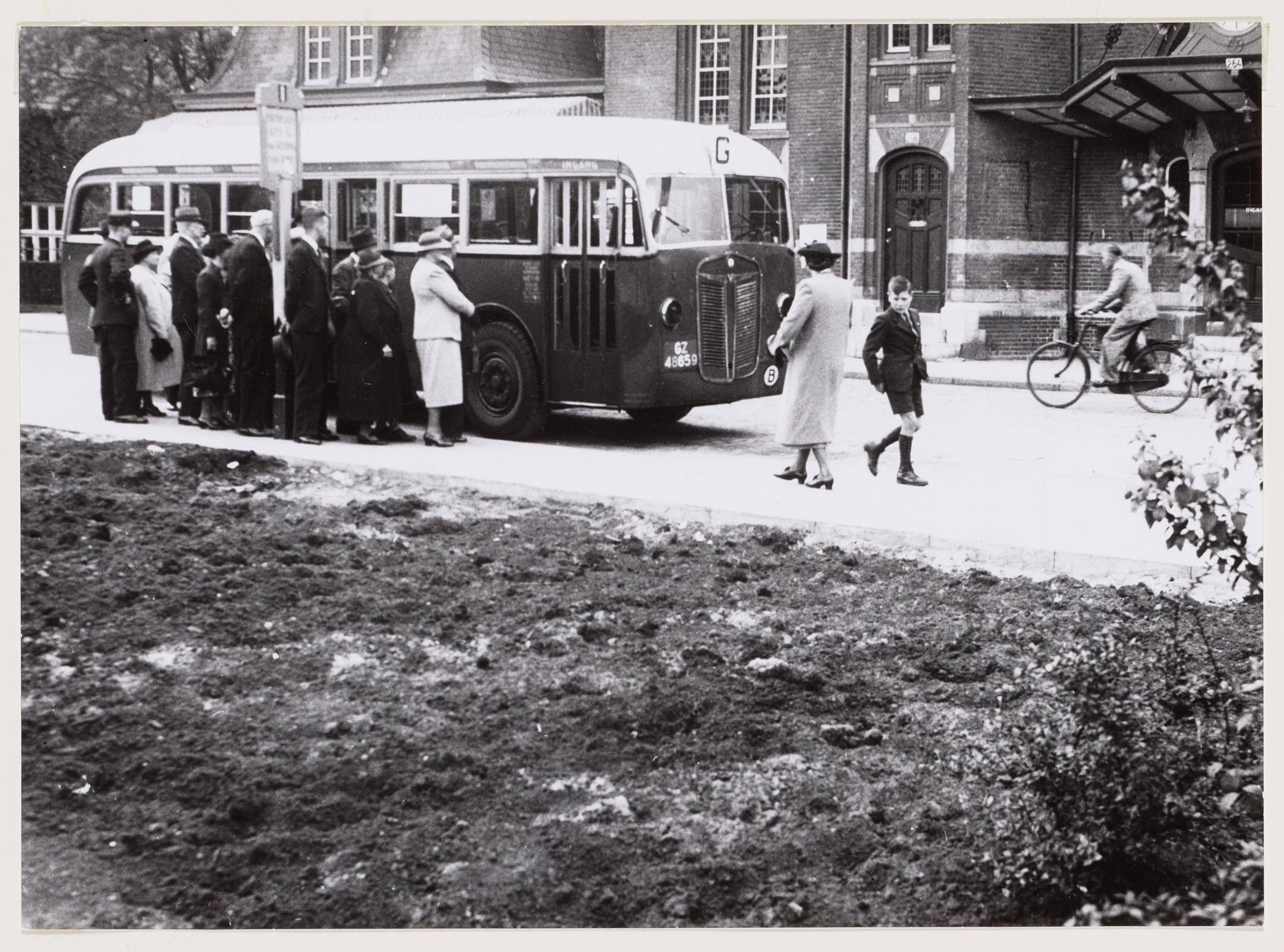
Een bus van lijn G voor het Haarlemmermeerstation in 1942.

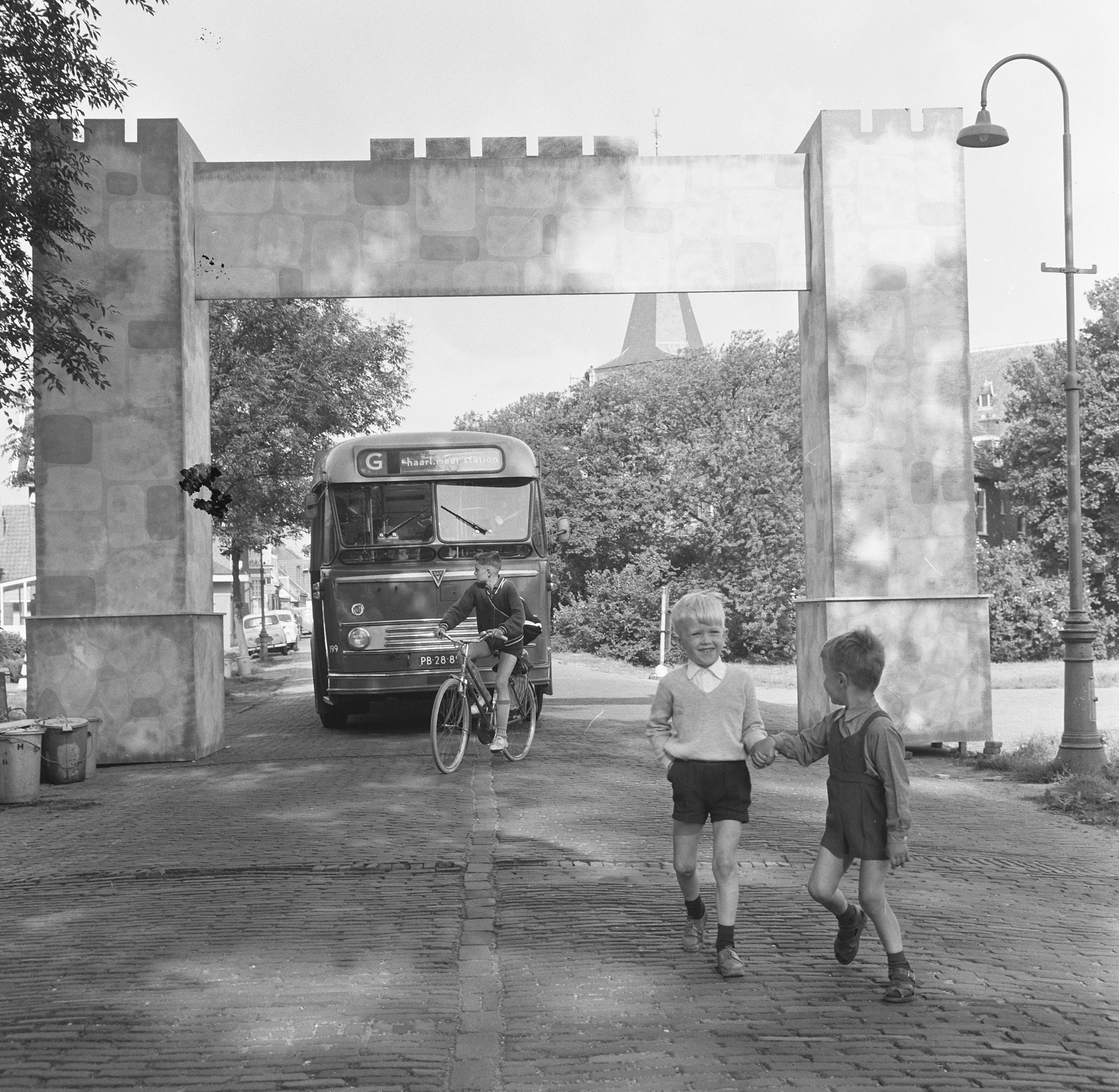
Bus 199 op lijn G op Sloterweg in 1965

Lijn G was op 3 december 1925 de opvolger van de per dezelfde datum opgeheven tractortram 21. De lijn reed van Sloten via de Sloterweg naar de Sloterkade en de Jacob Marisstraat naar het Surinameplein. Na de opening van de Zeilbrug op 28 juni 1927 werd lijn G verlegd over de brug en door de Zeilstraat naar het Haarlemmermeerstation, waar hij zijn standplaats kreeg op de Amstelveenseweg naast de gevangenis. Op 22 juni 1929 werd de lijn verlegd van de Sloterkade naar de Sassenheimstraat en op 11 november 1933 naar de Aalsmeerweg.

#### Lijn H

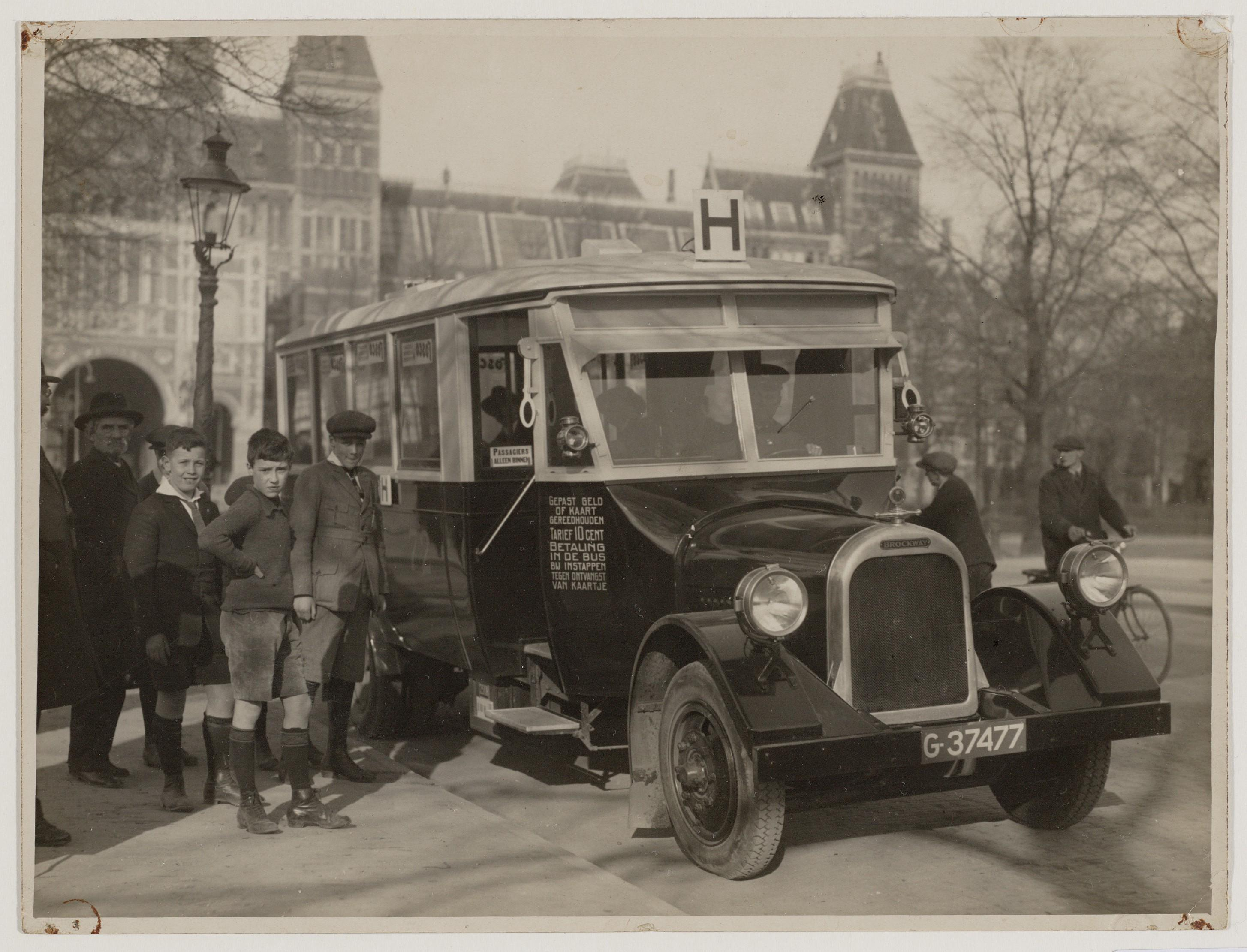
Bus 66 van lijn H uit 1926 op het Museumplein in 1927

Lijn H werd op 1 april 1926 ingesteld van de Kalfjeslaan via de Amstelveenseweg en, toen nog, station Amsterdam Willemspark naar het Museumplein. Op 15 januari 1931 werd de lijn ingekort tot station Willemspark, met standplaats op het busstation naast het Haarlemmermeerstation.

#### Lijn 29
De eerste lijn 29 werd ingesteld op 5 september 1965 en was een combinatie van de lijnen G en H. Lijn 29 reed van Sloten bij de Sloterbrug via de Sloterweg, de Vlaardingenlaan en het Hoofddorpplein naar het Haarlemmermeerstation. Vandaar werd via de Amstelveenseweg naar de Kalfjeslaan bij de grens met Amstelveen gereden. In Sloten werd echter niet meer door het dorp gereden maar buiten om via Ditlaar en Vrije Geer.
Op 22 november 1970 werd de westelijke tak van lijn 29 vervangen door de nieuwe integratielijn 69 die geheel met GVB bussen maar in samenwerking met Maarse & Kroon werd gereden. De lijn werd over de Sloterbrug doorgetrokken via de Burgemeester Amersfoortlaan naar het centrum van Badhoevedorp. Op dit laatste traject was alleen het hogere M&K tarief geldig. Omdat de loopafstanden vanuit Badhoevedorp naar Sloten niet zo groot waren gaven vele er de voorkeur aan, net zo als voorheen bij lijn 29, naar Sloten te lopen en daar de bus te nemen tegen het goedkopere stadstarief. Omdat de frequentie van lijn 69 de helft bedroeg van die van lijn 29 bleef deze laatste lijn nog bijna een jaar rijden tijdens de spitsuren en op zondagmorgen als versterking tussen Sloten en het Haarlemmermeerstation.
De andere tak van lijn 29 werd opgeheven op 17 oktober 1971 toen de eerste fase van het plan Lijnen voor morgen van kracht werd en stadsvervoer werd ingesteld op de M&K lijnen over de Amstelveenseweg die lijn 29 vervingen.

### Lijn 29 II

#### Lijn 19,  M,  6

Bus van lijn 19 in 1940

Buslijn 19 was op 1 juni 1938 ontstaan als vervanging van tramlijn 19 die op zijn beurt een afsplitsing was van het oostelijk traject van tramlijn 13. De lijn reed van de Czaar Peterstraat bij de Lijndenstraat naar het Centraalstation. In 1951 werd buslijn 19 verletterd in buslijn M die op zijn beurt op 30 oktober 1968 weer werd vercijferd in buslijn 6. Op 8 oktober 1968 werd het eindpunt verplaatst van de Lijndenstraat onder het spoorviaduct naar de Parallelweg.

#### Lijn 29
Op 30 september 1973 werd lijn 6 weer vernummerd, nu in lijn 29. De vernummering was noodzakelijk omdat het lijnnummer 6 was gereserveerd voor een nieuwe tramlijn tussen het Amstelstation en het Centraalstation ter ontlasting van de Bijlmerbuslijnen. Uiteindelijk is deze tramlijn toch niet ingesteld.
Op 15 oktober 1980 werd de lijn verlegd via de Piet Heinkade en Kattenburgerstraat om de nieuwbouw van Kattenburg beter te kunnen bedienen.
Op 29 mei 1983 werd deze lijn 29 gecombineerd met lijn 28 tot één nieuwe lijn 28 van de Coenhaven via het Centraalstation naar de Javakade. Hierbij werd gereden door de Czaar Peterstraat met tussendiensten die hier eindigden. De verbinding met de Czaar Peterstraat werd in 1994 weer overgenomen door buslijn 32, sinds 2004 tramlijn 10 en sinds 22 juli 2018 tramlijn 7. Hiermee heeft de Czaar Peterstraat sinds 1913 tien  verschillende lijnen gekend.

### Lijn 29 III
In september 1989 werd een nieuwe lijn 29 ingesteld als zogenaamde servicebus voor ouderen in Osdorp. De lijn verbond een aantal bejaardentehuizen en zorginstelling in Osdorp met elkaar en met het winkelcentrum op het Osdorpplein. Daarnaast werd op bepaalde tijden en tijdens het bezoekuur naar een aantal ziekenhuizen in de omgeving gereden. De lijn reed alleen maandag tot en met vrijdag overdag en werd gereden met minibusjes. De lijn werd echter geen succes en was binnen een jaar door gebrek aan belangstelling weer verdwenen. De speciaal voor deze lijn aangeschafte minibusjes werden overbodig en elders ingezet.

### Lijn 29 IV
De vierde lijn 29 werd ingesteld in oktober 1990, bij de opening van de Zeeburgertunnel, als spitslijn tussen Landsmeer en metrostation Holendrecht. De lijn bood een snelle verbinding tussen Amsterdam-Noord en Amsterdam-Zuidoost. De helft van de ritten vertrok echter vanaf Molenwijk in plaats van Landsmeer. In de eerste maanden vertrokken alle bussen vanaf Molenwijk omdat de vergunning voor het GVB om in Landsmeer te mogen rijden nog niet rond was. In de ochtendspits werd richting Holendrecht gereden en in de middagspits richting Landsmeer en Molenwijk. In september 1992 ging de lijn ook tussen de spitsen in beide richtingen rijden in een uurdienst.
In mei 2000 werd de lijn omgezet in een volwaardige lijn die op alle dagen en uren in beide richtingen een halfuurdienst ging rijden tussen Landsmeer en Holendrecht (terrein AMC). In Landsmeer kreeg de lijn een eindpunt in de Burgemeester Postweg. In de spitsuren werd in de spitsrichting ter versterking een lijn 31 ingesteld tussen Molenwijk en Holendrecht. Op het gezamenlijke traject werd in de spitsrichting om en om gereden. De lijn reed echter niet naar Holendrecht maar naar Station Duivendrecht en dan om en om met lijn 62 naar Amstel III en de Schepenbergweg. In december 2003 werd lijn 31 vernummerd in lijn 229 zodat het voor de passagiers duidelijk was dat het een spitsversterking van lijn 29 betrof. Doordat in Landsmeer de concessie was gewonnen door Arriva werd lijn 29 in december 2005 ingekort tot het traject Holendrecht - Buikslotermeerplein.
In het kader van de 'optimalisatie' van het lijnennet, waarbij lijnen die te weinig passagiers zouden vervoeren moesten verdwijnen, verdween ook lijn 29 op 28 mei 2006. De passagiers werden verwezen naar de metro naar het Centraal Station met een overstap op een van de Noordlijnen. Daar er veel protest was tegen de verdwenen rechtstreekse verbinding tussen het AMC en Noord keerde de lijn in juni 2007 met een enigszins gewijzigde route op proef terug, echter onder  het nieuwe lijnnummer 46. De rechtstreekse verbinding verviel echter weer op 1 januari 2012.